# Rote Zeitung
«Rote Zeitung» (нем. «Красная газета») — советская газета на немецком языке. Выходила в Ленинграде с 04.01.1931 по 1936 год.
Издавалась в основном для немецких эмигрантов, переехавших в СССР. Орган Леноблсовета рабочих, крестьянских и красноармейских депутатов в 1931—1932 годах, позднее, в 1932—1936 — Ленинградского облпрофсовета.
- Лотар Больц работал журналистом и редактором газеты Rote Zeitung в Ленинграде.
- В газете публиковались рисунки советского немца Адама Шмидта, в ту пору, когда он учился в немецкой семилетней школе[4].
- В газете работал Вольдемар-Герберт (Герберт Августович) Зуккау — переводчиком в редакции[5].

## Факты
- В Российском государственном архиве литературы и искусства хранится автограф (подпись) Анри Барбюса, сделанный им на листочке из записной книжки с выходными данными газеты «Роте Цайтунг», с карандашной пометкой писателя Б. Реста (Юлий Исаакович Шапиро) «автограф Барбюса»[6].